# White Earth (Minnesota)
White Earth é uma Região censo-designada localizada no estado americano de Minnesota, no Condado de Becker.

## Demografia
Segundo o censo americano de 2000, a sua população era de 424 habitantes.

## Geografia
De acordo com o United States Census Bureau tem uma área de
8,1 km², dos quais 6,7 km² cobertos por terra e 1,4 km² cobertos por água. White Earth localiza-se a aproximadamente 466 m acima do nível do mar.

## Localidades na vizinhança
O diagrama seguinte representa as localidades num raio de 28 km ao redor de White Earth.